# Louise Peete
Louise Peete (20 septembre 1880 – 11 avril 1947) est une tueuse en série américaine. Peete est d'abord reconnue coupable du meurtre du riche ingénieur des mines Jacob C. Denton en 1920 et est condamnée à la prison à vie mais remise en liberté en avril 1939. En mai 1945, Peete est condamnée une deuxième fois pour le meurtre de son employeuse, Margaret Logan, et est condamnée à mort. Elle est exécutée en avril 1947, ce qui en fait la deuxième des quatre femmes à être exécutée dans la chambre à gaz de Californie.

## Jeunesse
Peete est née Lofie Louise Preslar à Biensville dans la paroisse de Bienville, en Louisiane. Son père est un éditeur de journaux éminent et riche. Peete dira plus tard qu'elle « venait de gens cultivés et instruits. Mes parents n'étaient pas des délinquants et n'ont pas élevé d'enfants délinquants. » Elle fréquente une école privée à La Nouvelle-Orléans, mais en est expulsée à l'âge de 15 ans pour avoir volé ses camarades de classe et avoir eu un comportement de promiscuité.
En 1903, elle épouse un vendeur ambulant, Henry Bosley, qui se suicide quatre ans plus tard après avoir découvert Peete au lit avec un autre homme,. Après la mort de Bosley, Peete part pour Shreveport et y travaille comme prostituée de luxe, volant de l'argent à ses clients.
En 1911, Peete arrive à Boston, Massachusetts et change son nom en « Louise M. Gould ». Elle commence alors à affirmer qu'elle est une héritière originaire de Dallas âgée de 19 ans et nommée RH Rosley. En tant que Rosley, Peete affirme qu'elle a été confinée dans un couvent par sa famille et s'est enfuie. Elle s'insinue dans plusieurs familles riches de Boston avec sa beauté et son charme, et réussi à convaincre une famille de l'accueillir. Peete achète, au nom de la famille, des objets dans certains des magasins les plus chers la ville et vole de l'argent à leurs amis et employés,. Après la découverte de la véritable identité de Peete, la police l'autorise à quitter la ville pour éviter d'embarrasser la famille.

## Meurtres

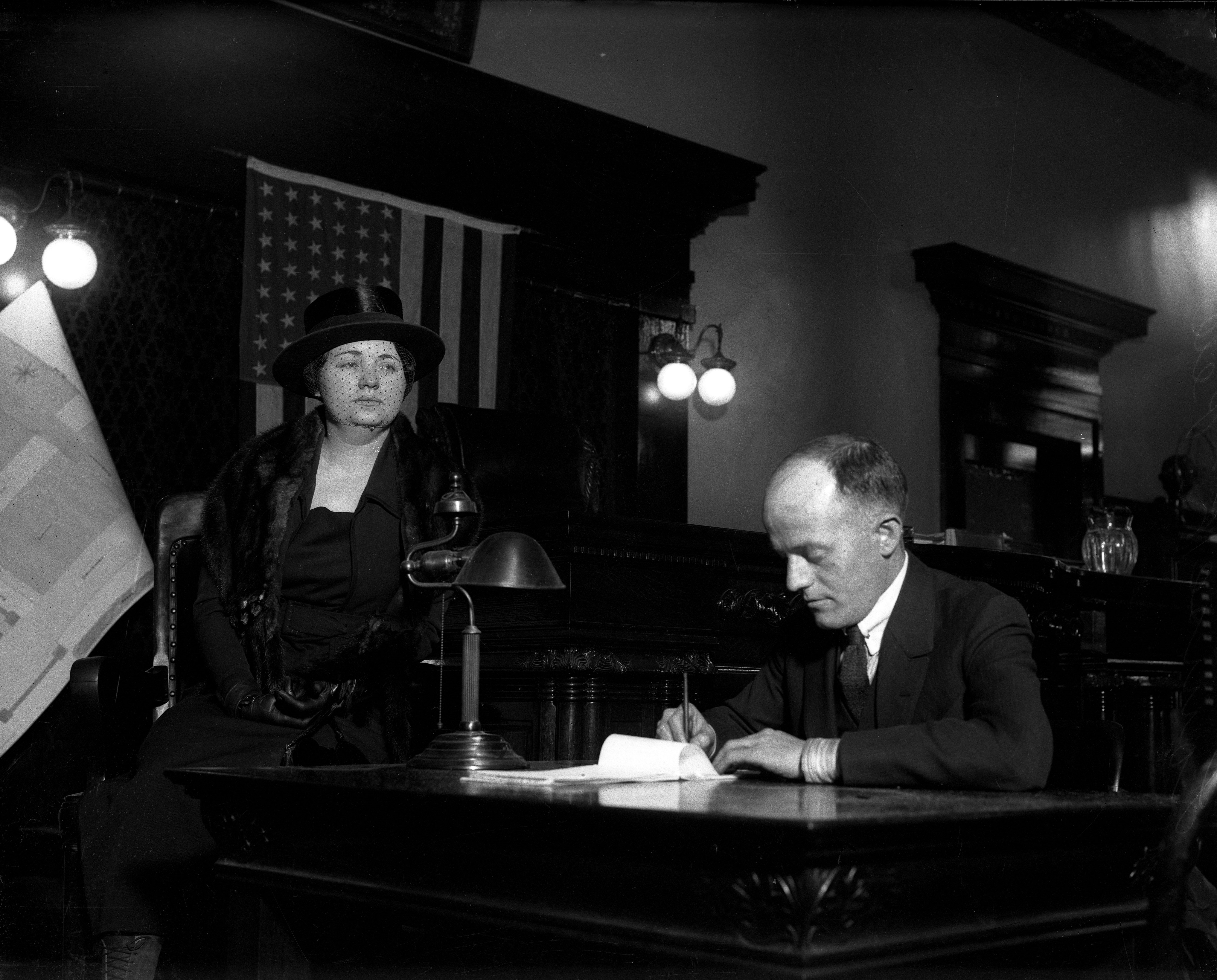
Photographie de Louise Peete prise durant son procès pour le meurtre de Jacob C. Denton, Los Angeles, 1921

Peete déménage ensuite à Waco, au Texas, où elle entame une liaison avec le riche baron du pétrole Joe Appel. Une semaine après leur rencontre, Appel est retrouvé mort par balle et dépouillé de ses bijoux en diamant. Elle est alors arrêtée pour son meurtre, mais convainc un grand jury qu'elle a tué Appel en état de légitime défense après qu’il eut tenté de la violer.
En 1913, Peete s'installe à Dallas au Texas, et épouse Harry Faurote, un employé de nuit qui travaille à l'hôtel St. George. Peu de temps après le mariage, Peete vole 20 000 $ de bijoux dans le coffre-fort de l'hôtel. La police interroge Faurote mais le lave de tous soupçons. La police soupçonne ensuite Peete du vol et l'interroge, mais n'a aucune preuve la reliant au crime. Embarrassé d'être accusé de vol et découragé par les infidélités de sa femme, Faurote se suicide bien que cela semble peu probable et il est plus susceptible d'avoir été une autre victime de Peete,.
En 1915, Peete emménage à Denver, Colorado, où elle épouse en secondes noces le vendeur Richard Peete. Ils ont une fille, Frances Ann (connue sous le nom de Betty), en 1916. Le couple se bat constamment et finalement, se sépare à l'été 1920. Peu de temps après, elle quitte son mari et sa fille et déménage à Los Angeles en Californie. C'est là qu'elle rencontre Jacob C. Denton, un veuf avec une adolescente qui a gagné des millions en tant qu'ingénieur minier avant de prendre sa retraite,.
Denton rencontre Peete lorsqu'elle demande à louer son manoir style néo-Tudor de 14 pièces, situé au 675, rue South Catalina, près de Wilshire Boulevard. Denton espère louer sa maison pour 350 $ par mois pendant un voyage d'affaires en juin,. Pour des raisons inconnues, il accepte d'autoriser Peete à louer le manoir pour 75 $ par mois. Elle emménage le 26 mai, quelques jours avant le départ prévu de Denton. La vraie nature de la relation entre eux n'est pas claire ; elle est identifiée comme sa petite amie, sa femme de ménage et sa locataire, bien qu'elle n'ait jamais signé de bail.
Le 2 juin 1920, un peu plus d'une semaine après son emménagement, Denton disparaît. Peu de temps après, elle engage un jardinier pour transporter une charge de terre dans le sous-sol, affirmant qu'elle prévoit de faire pousser des champignons. Le 5 juin, Peete contrefait la signature de Denton pour retirer 300 $ de son compte bancaire et accéder à son coffre-fort. Lorsqu'un responsable de la banque remarque que la signature de Denton semble inhabituelle, Peete affirme que son bras droit a été amputé après avoir été touché par une balle tirée par une « mystérieuse femme espagnole en colère » avec laquelle il s'était disputé.
Peete affirme aussi que la signature semble inhabituelle car elle doit aider Denton à écrire des chèques et à signer son nom avec sa main gauche. Elle explique plus tard cette histoire (et raconte plusieurs versions différentes, dont une où la mystérieuse femme coupa le bras et la jambe de Denton avec une épée), affirmant que Denton était en isolement car il avait « honte » de son bras amputé et voulait seulement la voir et lui parler,
Dans les semaines qui suivent, les amis, les partenaires commerciaux et les voisins de Denton commence à poser des questions. Peete raconte plusieurs histoires différentes pour expliquer son absence, y compris une selon laquelle Denton est en voyage d'affaires prolongé dans divers endroits et reviendra bientôt. Pendant ce temps, elle commence à se faire passer pour l'épouse de Denton. Elle dépense son argent, conduit sa Cadillac, met en gage ses bijoux et ses biens, loue des chambres dans son manoir et empoche l'argent du loyer,.
Peete convainc les locataires des propriétés locatives de Denton à Phoenix, en Arizona, de lui faire payer le loyer. En août, elle achète deux robes chères au grand magasin Bullock au nom de Denton, prétendant toujours être sa femme. À cette époque, la fille adolescente de Denton engage un avocat dans le but de retrouver son père. L'avocat interroge Peete, à qui elle affirme ne pas savoir où il se trouve, mais accepte de transmettre ses documents financiers et commerciaux dès que possible. Le mois suivant, Peete loue le manoir et retourne chez son ex-mari et sa fille à Denver.
Peete étant sortie de la maison, la fille de Denton peut finalement faire fouiller les lieux. Le 23 septembre, un détective privé engagé par l'avocat fouille la maison et trouve le corps en décomposition de Denton enterré dans le sous-sol, dans une cabine en bois sous les escaliers. Une autopsie détermine qu'il a été atteint d'une balle dans la tête puis étranglé. Son corps est enroulé dans plusieurs cordes et enveloppé dans une couette.
La police retrouve Peete à Denver et l'interroge sur le meurtre. Elle soutient ne pas être impliquée, mais propose différents scénarios pour expliquer sa mort. Elle affirme que la « mystérieuse femme espagnole » qui aurait tiré sur Denton est sa meurtrière. Cette théorie est rapidement rejetée, car le corps de Denton a été trouvé avec son bras droit toujours attaché, malgré l'affirmation de Peete selon laquelle il se cachait parce qu'il était gêné par son bras manquant. Peete affirme ensuite que le corps n'est le sien, mais celui d'un double que Denton a tué,. Peete est ramenée à Los Angeles pour y être inculpé de meurtre au premier degré. Son procès s'ouvre le 21 janvier 1921.
Le procès de Peete est largement suivi par les journaux du pays. La couverture des journaux Hearst, connus pour leurs reportages sensationnalistes et leur journalisme jaune, est particulièrement intense. Des milliers de spectateurs font la queue tous les jours pour regarder Peete entrer dans la salle de justice. Le 17 février 1921, elle est reconnue coupable et condamnée à la réclusion à perpétuité.
Tout au long de son procès et au cours des deux premières années de sa peine, le mari de Peete, Richard, lui reste fidèle et continue de croire en son innocence. En 1923, elle lui demande de divorcer pour lui permettre de se remarier. Il accepte finalement, mais jure qu'il « attendra éternellement » sa libération. Peu de temps après le divorce, elle cesse de répondre à ses lettres et refuse de le voir. Découragé par son rejet, Richard se tue dans une chambre d'hôtel en Arizona en 1924. Peete dira plus tard que son ex-mari s'est suicidé parce qu'il se sentait coupable de sa condamnation et découragé par sa propre mauvaise santé.

## Années de prison et troisième meurtre
Peete est d'abord emprisonnée à la prison d'État de San Quentin avant d'être transférée à l'établissement californien pour femmes de Tehachapi. Elle est considérée comme une prisonnière modèle, travaillant comme assistante dentaire, entretenant le jardin fleuri de la prison et écrivant pour le journal. Après avoir purgé dix-huit ans, Peete est mise en liberté conditionnelle pour bonne conduite en 1939. Elle est libérée sous la garde de Jessie Marcy, une femme qui a fait pression pour sa libération, et devient sa femme de ménage.
Marcy meurt de causes naturelles peu de temps après. Peete emménage ensuite avec son agent de probation, Emily Latham, et lui sert d'infirmière et de femme de ménage jusqu'à ce qu'elle meurt d'une crise cardiaque en 1943. Aucun de ces décès ne fait l'objet d'une enquête approfondie, car la police ignore que Peete est en liberté conditionnelle car peu de temps après sa libération, Peete change légalement son nom en « Anna Lee ».
Après la mort de Latham, elle emménage avec Arthur C. Logan et son épouse Margaret, un couple âgé qui vivait à Pacific Palisades. Elle noue une amitié avec Margaret, une assistante sociale à la retraite, alors qu'elle était en prison. Margaret croit en l'innocence de Peete et a fait pression pour sa libération. Les Logan ont également pris soin de la fille de Peete pendant sa détention. Peete travaille pour le couple en tant que femme de ménage résidente et infirmière d'Arthur, qui souffrait de démence liée à l'âge et a été déclaré mentalement incapable. À cette époque, le 2 mai 1944, Peete épouse le banquier Lee Borden Judson. Elle ne révèle pas à Judson qu'elle a déjà été emprisonnée pour meurtre.
Peu de temps après son arrivée chez les Logan, elle commence à dire à ses voisins qu'Arthur a des crises de rage et l'es a agressées physiquement Margaret et elle à plusieurs reprises. Le 1er juin 1944, Margaret disparaît. Trois jours plus tard, Arthur est envoyé à l'hôpital d'État de Patton, qui prétend être sa sœur adoptive. Lorsque les voisins commencent à poser des questions sur Margaret, elle raconte qu'Arthur a attaqué sa femme dans une frénésie et lui a mordu le nez si sévèrement qu'elle a été défigurée.
Lorsque le mari de Peete lui pose des questions, elle réitère son histoire d'attaque et ajoute que Margaret s'est isolée pour subir une opération de chirurgie plastique. Pendant les six mois suivants, Peete et son mari continuent à vivre dans la maison des Logan et elle dépense leur argent et contrefait leur nom sur des chèques. Le 6 décembre 1944, Arthur meurt à l'hôpital d'État de Patton,. Peete fait don de son corps à la science.
Peu de temps après la mort d'Arthur, des employés de la banque des Logan détectent l'une des contrefaçons et appellent la police. Lors de l'enquête, la police fouillent la maison Logan où Peete et son mari vivent toujours. Le 20 décembre 1944, six mois après la disparition de Margaret, la police découvre son corps en décomposition enterré dans une tombe peu profonde sous un avocatier dans l'arrière-cour. Elle est arrêtée et accusée du meurtre quelques heures après la découverte.
Au cours de l'interrogatoire, Peete dit que Margaret a été matraquée et abattue par son mari lors d'une « frénésie homicidaire ». Elle admet ensuite qu'elle a enterré Margaret mais nie l'avoir tuée. Elle déclare ne pas avoir signalé le meurtre parce qu'elle craignait d'être blâmée en raison de sa condamnation antérieure. Une autopsie détermine que Margaret a été blessée par balle dans la nuque et a subi une fracture du crâne.
Judson est aussi arrêté et accusé de meurtre. Le couple clame son innocence. Le 11 janvier 1945, l'accusation de meurtre contre Judson est abandonnée en raison de preuves insuffisantes et il est libéré. Le lendemain, il saute du neuvième étage du Spring Arcade, un immeuble de bureaux à Los Angeles,. En apprenant la mort de son mari, elle déclare aux journalistes : « Je suis responsable de cela. [...] Il ne pouvait pas faire face à la honte. Tant que j'étais associée à lui, c'était un homme marqué. »

## Deuxième condamnation et exécution
Le troisième procès pour meurtre de Peete s'ouvre à Los Angeles le 23 avril 1945. Les procureurs émettent l'hypothèse qu'elle a tué Margaret Logan pour prendre le contrôle de ses finances. Ils allèguent aussi qu'elle a tué Logan après que les deux se soient disputés au sujet d'un chèque de 200 $ que Peete avait contrefait au nom de Logan. Le 31 mai, un jury déclare Louise Peete coupable de meurtre au premier degré et la condamne à mort. Pendant la lecture de la sentence, elle reste assise, lisant The Importance of Living, un livre de philosophie chinoise de Lin Yutang. Elle lève brièvement les yeux pour faire une expression faciale moqueuse au procureur puis reprend sa lecture,.
Dans les années qui suivent sa condamnation, Peete continue de clamer son innocence. Après plusieurs appels infructueux, elle est exécutée dans la chambre à gaz de la prison d'État de San Quentin le 11 avril 1947. Elle est la deuxième femme de l'histoire de la Californie à être exécutée par l'État. Louise Peete est enterrée au cimetière Angelus-Rosedale de Los Angeles.

## Dans la culture populaire
Le dernier meurtre de Peete est dramatisé dans l'épisode radio « The Big Thank-You » de Dragnet, initialement diffusé le 9 mars 1950.
Son histoire est raconté dans l'épisode « To Love and to Murder » de la série Femmes fatales, initialement diffusé le 24 août 2011,.
L'histoire de sa vie et de ses crimes est présentée dans un épisode en deux parties du podcast Once Upon a Crime les 12 et 19 février 2019, intitulé « Three Strikes and You're Dead: Louise Peete »,.